# Akira Kuroiwa
Akira Kuroiwa (japonsky 黒岩 彰, Kuroiwa Akira; * 6. září 1961 Cumagoi) je bývalý japonský rychlobruslař.
V roce 1981 poprvé startoval na Mistrovství světa ve sprintu, tehdy se umístil na šestém místě. Sprinterský světový šampionát vyhrál dvakrát, v letech 1983 a 1987, roku 1986 získal bronzovou medaili. Na Zimních olympijských hrách 1984 byl desátý na trati 500 m a devátý na dvojnásobné distanci. Na podzim 1985 se poprvé představil v závodech Světového poháru. Svoji rychlobruslařskou kariéru zakončil v roce 1988 startem na zimní olympiádě a ziskem bronzové medaile v závodě na 500 m (na trati 1000 m skončil na 20. příčce).